# Saison 14 de Secrets d'histoire
La quatorzième saison de Secrets d'histoire est une émission de télévision historique présentée par Stéphane Bern.
Elle est diffusée du 13 janvier au 14 décembre 2020 sur France 3.

## Principe de l'émission
Chaque numéro retrace la vie d'un grand personnage de l'Histoire et met en lumière des lieux hautement emblématiques du patrimoine.

## Liste des épisodes inédits

### Les Favoris de Marie-Antoinette

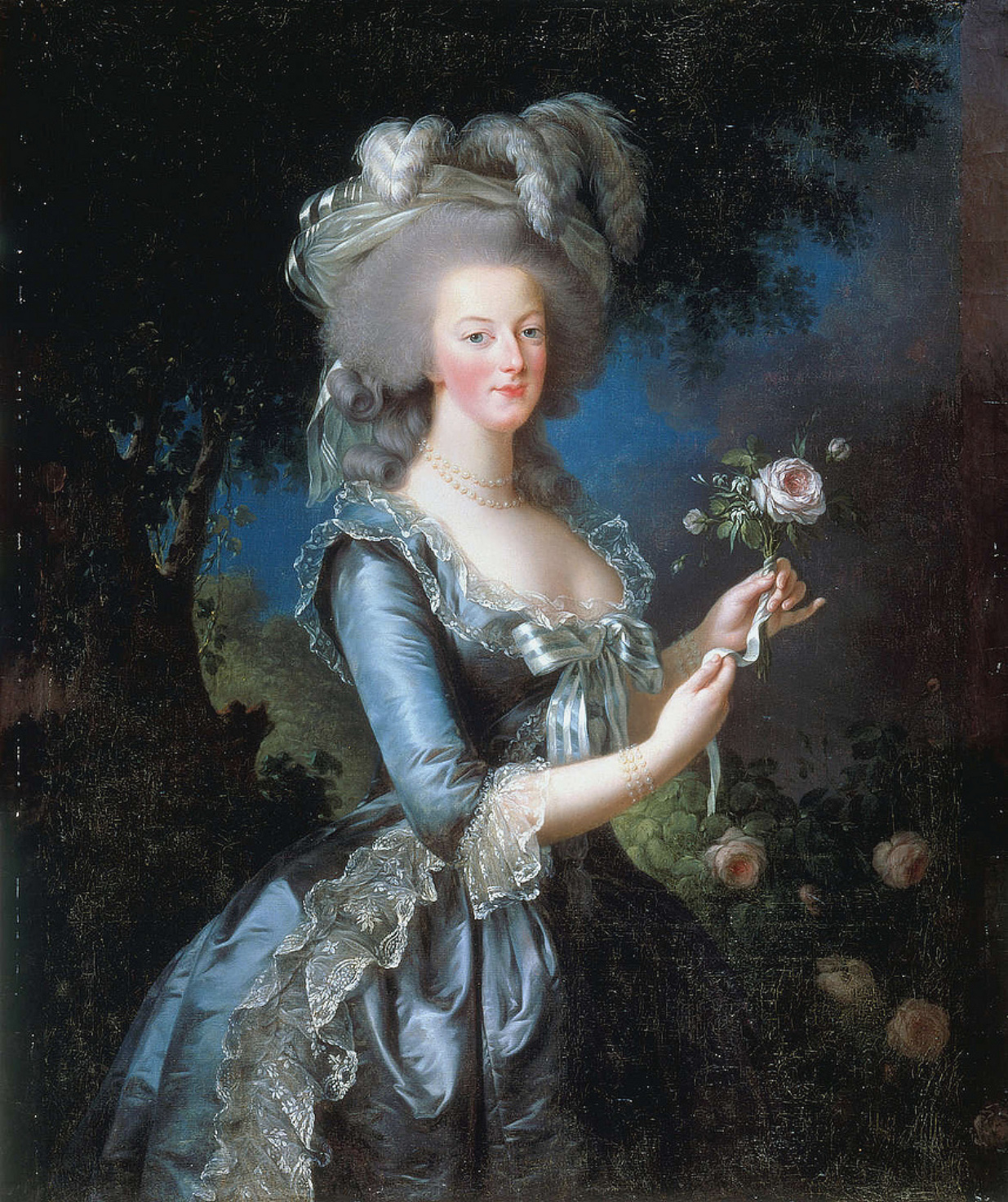
Portrait de Marie-Antoinette en 1783.

#### Description
Ce numéro présente la vie de la reine Marie-Antoinette, de son arrivée à Versailles à sa mort à Paris, en se concentrant sur ses relations avec ses favoris, notamment ses amies Gabrielle de Polignac et Madame de Lamballe, ou encore le suédois Axel de Fersen,.

Interviewé sur France Inter, Stéphane Bern déclare : 

« Ce qui m’intéressait dans cette émission sur la coterie de la reine, c’est de voir comment le pouvoir peut vous isoler. D’abord vous gagnez votre liberté. Ensuite pour vous protéger, vous vous entourez de gens qui vous sont favorables, d’une petite cour, d’une coterie qui vous isole. Vous devenez hors-sol, vous êtes complètement déconnecté des réalités . »

Répondant aux critiques concernant le choix de faire un nouveau numéro sur Marie-Antoinette (après un premier numéro en 2008), il déclare : 

« Chaque fois que je fais des émissions sur les révolutionnaires, sur les peintres, ou sur des personnages comme Clémenceau, ça marche moins bien que lorsque je fais des émissions sur Marie-Antoinette. […] Par ailleurs, j’ai déjà traité beaucoup de révolutionnaires. En 2016, j’ai fait un numéro sur Les femmes de la Révolution et ça a fait un flop d’audiences. »

#### Première diffusion
- France : 13 janvier 2020

#### Avis de la presse
L’hebdomadaire Télécâble Sat Hebdo note qu’il s’agit d’un « numéro avec un angle original pour parler de Marie-Antoinette, probablement une des reines les plus appréciées et connues ! Les amateurs de Secret d’Histoires vont se régaler ! ».

#### Lieux de tournage
Parmi les lieux visités par l'émission, on retrouve notamment les châteaux de Löfstad et Steninge en Suède, la Galerie dorée de l'Hôtel de Toulouse à Paris, ou encore le Hameau de la Reine et le Petit Trianon à Versailles.

#### Liste des principaux intervenants
- Évelyne Lever - historienne
- Cécile Berly - historienne
- Patricia Bouchenot-Déchin - historienne
- Jean-Christian Petitfils - historien
- Emmanuel de Valicourt - historien
- Philippe Séguy - écrivain
- Hélène Delalex - conservateur du patrimoine au Château de Versailles
- Charles-Éloi Vial - conservateur à la Bibliothèque Nationale de France[6]

### Splendeur et déchéance de Lady Hamilton

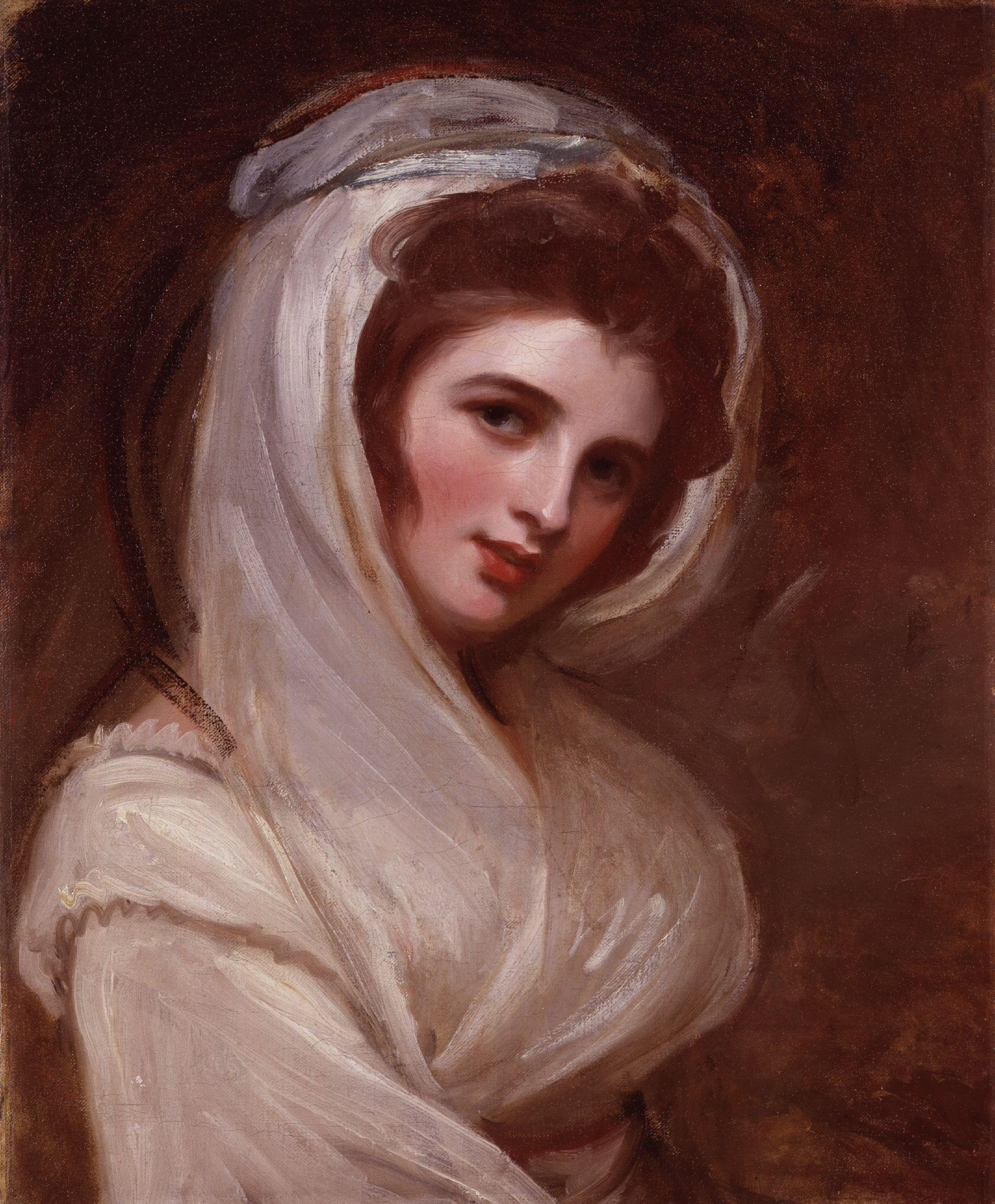
Portrait d'Emma, Lady Hamilton, par George Romney (1785).

#### Description
Ce numéro retrace le destin d'Emma Hamilton, une célèbre courtisane anglaise, qui connut une ascension extraordinaire à la fin du siècle des Lumières avant de finir sa vie dans le plus grand dénuement à Calais, où elle s'était réfugiée pour échapper à ses créanciers.

#### Première diffusion
- France : 20 janvier 2020

#### Avis de la presse
L’hebdomadaire Télécâble Sat Hebdo juge qu'il s'agit d'un « épisode rafraîchissant sur une lady étonnante et peu connue du grand public ! Les visites de monuments et de palais italiens alternent avec les décryptages d’historiens et les fêtes de l’époque reconstituées ».

#### Lieux de tournage
Parmi les lieux visités par l'émission, on retrouve notamment le Musée de Capodimonte de Naples, les maisons closes de Londres ou encore l'Église Notre-Dame et le parc Richelieu à Calais.

#### Liste des principaux intervenants
- Gennaro Toscano - conseiller scientifique à la BNF
- Gilbert Sinoué - romancier
- Mélanie Traversier - historienne et comédienne
- Évelyne Lever - historienne
- Jean-Paul Desprat - historien
- Kate Williams - historienne
- Sylvain Bellenger, Directeur du Musée de Capodimonte
- Carlo Knight - historien
- la Princesse Béatrice de Bourbon des Deux-Siciles
- La Marquise Federica de Gregorio
- Quintin Colville, curateur du National Maritime Museum deGreenwich
- Lily Style, présidente la Emma Hamilton Society[10]

### Agrippine: tu seras un monstre, mon fils...

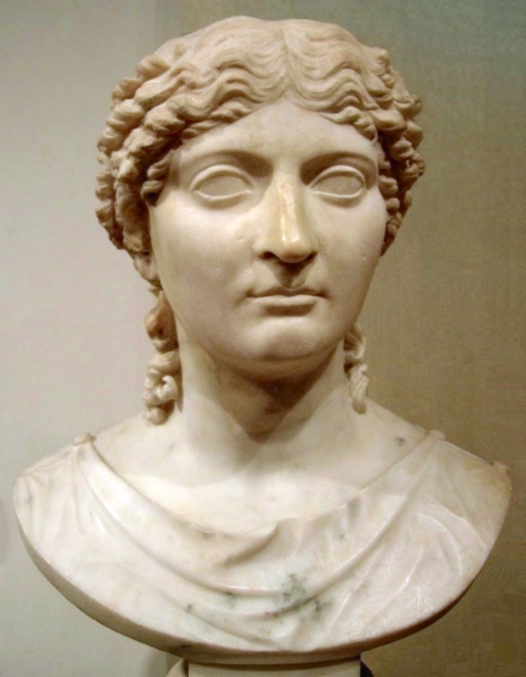
Buste d’Agrippine la Jeune (Musée national de Varsovie)

#### Description
Ce numéro retrace le destin de l'impératrice romaine Agrippine la Jeune, mère de l'empereur Néron, une femme ambitieuse et dotée d'un grand sens politique, que la légende a dépeint comme un monstre,.
Première diffusion
- France : 27 janvier 2020

#### Avis de la presse
L’hebdomadaire Télécâble Sat Hebdo note qu’il s’agit d’un « épisode à ne pas rater parce que le personnage d’Agrippine est très peu évoqué dans des documentaires ».

#### Lieux de tournage
Parmi les lieux visités par l'émission, on retrouve notamment le site archéologique de Pompéi, l'île de Capri ou encore les magnifiques demeures antiques de la baie de Naples.

#### Liste des principaux intervenants
- Virginie Girod - historienne
- Jean-Yves Boriaud - historien
- Christian-Georges Schwentzel - historien
- Catherine Salles - historienne
- Philippe Séguy - écrivain
- Marie-Claire Ferriès - historienne
- Daniel Roger - conservateur au musée du Louvre[14]

### Le Prince Philip au service de Sa Majesté

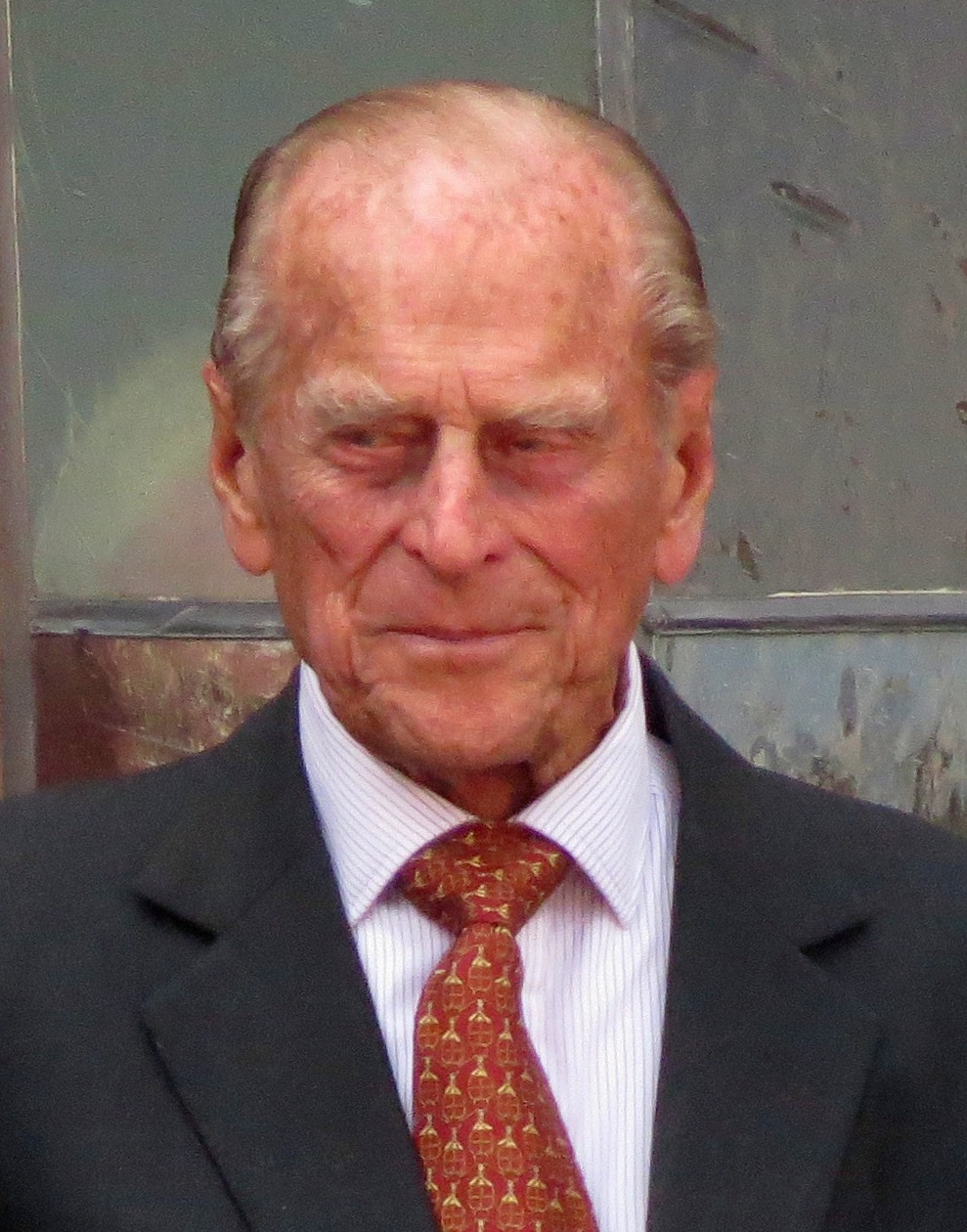
Le duc d'Édimbourg en 2015.

#### Description
Ce numéro dresse le portrait de Philip Mountbatten, duc d'Édimbourg et époux de la reine Élisabeth II, figure familière mais méconnue de l'époque contemporaine.
À cette occasion, Stéphane Bern se montre assez critique envers la série télévisée The Crown et notamment sur la façon dont le prince Philipe est représenté : « La série The Crown en fait un personnage assez antipathique que je trouve assez loin de la vérité ».
Il ajoute : « On imagine le prince Philip imbu de lui-même, insupportable, colérique, décidant de tout. […] Je sais très bien que tout cela est faux. […] La saison 1 de The Crown était très bien. Je suis le premier à être “accro”. Maintenant les scénaristes, manquant de matière, racontent un peu n’importe quoi. Derrière la romance, il y a la vérité historique ». Une vérité qu’il souhaitait corriger à travers ce numéro.

#### Diffusions
- France : 10 février 2020
- France : 9 avril 2021 (rediffusion à la suite de la mort du prince Philip)

#### Avis de la presse
L’hebdomadaire Réforme note dans ses colonnes : « Que sait-on réellement de Philip, duc d’Édimbourg, cousin germain et époux de Élisabeth II depuis plus de soixante ans ? Finalement pas grand chose. Ou presque. Aussi Stéphane Bern, à travers son excellent magazine et avec l’aide d’historiens et de journalistes, nous propose-t-il de faire la lumière sur ce prince de Grèce et de Danemark, issu d’une famille désargentée, apatride et peu versée sur le sentimentalisme ».

#### Lieux de tournage
Parmi les lieux visités par l'émission, on retrouve notamment :
- Les demeures royales de Clarence House, de Buckingham et de Windsor
- le yacht Britannia
- l’île de Malte et l'archipel de Vanuatu
- les rives du Lac de Constance[18]

#### Liste des principaux intervenants
- Isabelle Rivère - journaliste
- Philip Turle - journaliste
- Philippe Delorme - historien
- Philip Eade - biographe[18]

### Le Prince impérial ou la fureur de vivre

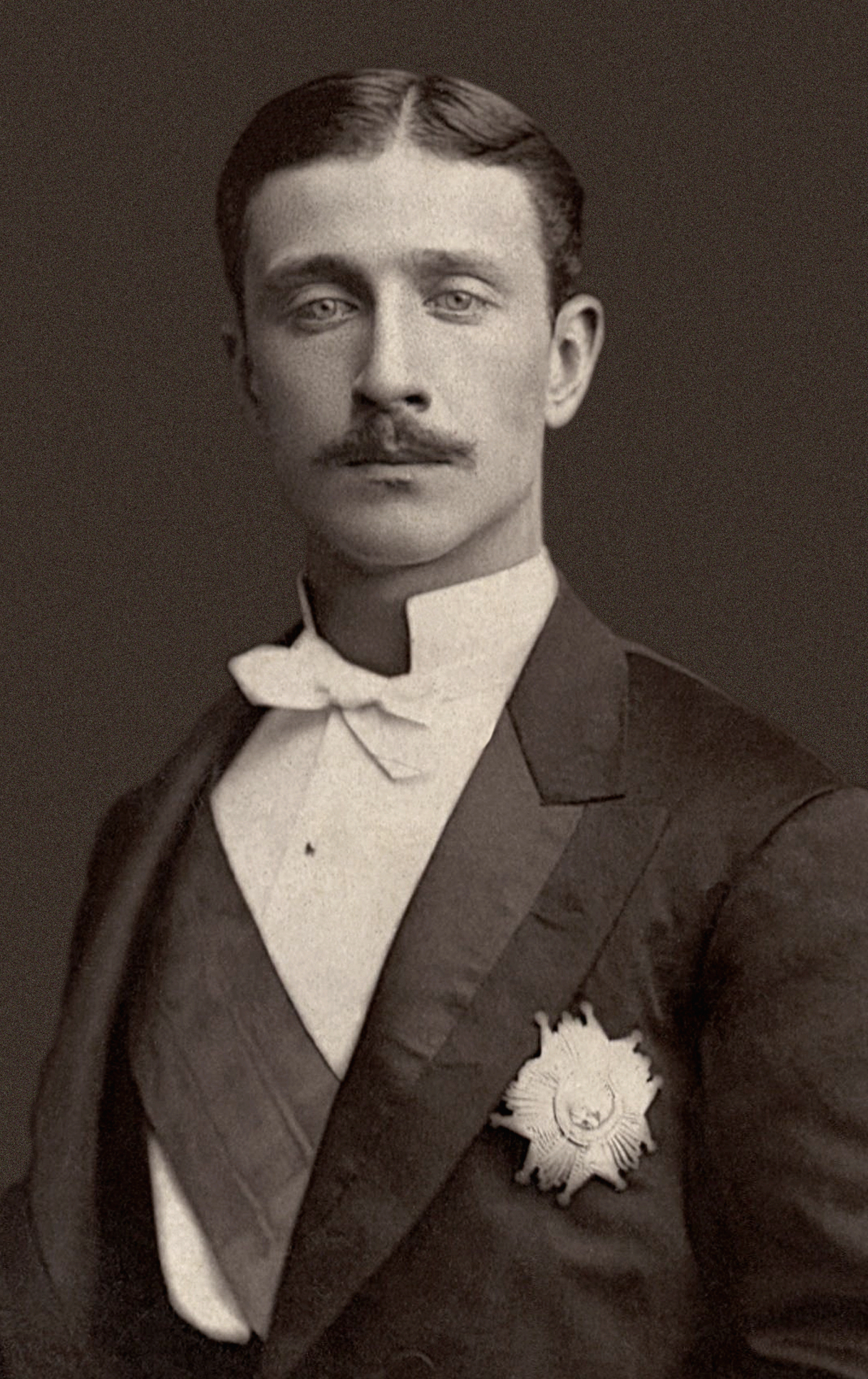
Photographie du Prince Impérial en 1878.

#### Description
Ce numéro dresse le portrait de Louis-Napoléon Bonaparte, fils unique de Napoléon III et de l'impératrice Eugénie, qui était destiné à devenir Napoléon IV et qui connut une fin tragique à 23 ans, lors d'un combat contre les zoulous en Afrique du Sud.

#### Première diffusion
- France : 17 février 2020

#### Avis de la presse
L’hebdomadaire Télécâble Sat Hebdo note « Encore un destin passionnant pour ce numéro qui évoque Napoléon IV que l’on connait très mal ».
Le site Le Zapping du PAF note de son côté : « De la France à l’Afrique du Sud, en passant par l’Angleterre et la Suisse, Stéphane Bern vous emmène sur les traces de ce héros oublié de la dynastie des Bonaparte ».

#### Lieux de tournage
Parmi les lieux visités par l'émission, on retrouve notamment l'Académie royale militaire de Woolwich et le Palais de Compiègne.

#### Liste des principaux intervenants
- Eric Anceau – Historien
- Guy Gauthier - Biographe
- Alain Frèrejean - Biographe
- Eric Pradelles – Historien
- Thierry Mauduit – Historien
- Philippe Séguy – Écrivain
- Étienne Chilot – Historien[22]

### Mmede Montespan: le grand amour du Roi-Soleil

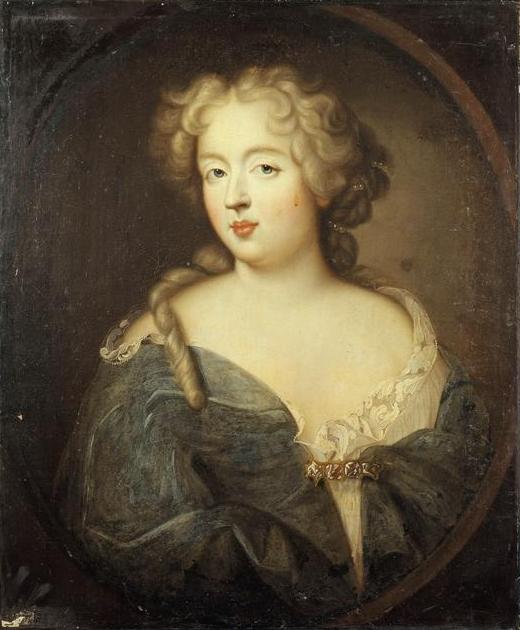
Portrait de Madame de Montespan vers 1675.

#### Description
Ce numéro retrace le destin de la marquise de Montespan qui devint la favorite du roi Louis XIV
et qui usa de son influence pour protéger certains poètes comme Jean Racine ou Jean de La Fontaine.

#### Première diffusion
- France : 9 mars 2020

#### Lieux de tournage
Parmi les lieux visités par l'émission, on retrouve notamment le Château de Beaumont dans le Gers, l'Abbaye aux Dames de Saintes ou encore le Château de Versailles.

#### Avis de la presse
L’hebdomadaire Télécâble Sat Hebdo note « Encore un numéro délicieux, entre visites de châteaux, reconstitutions de l’époque avec des acteurs et décryptages d’historiens !».
Le magazine Télé Z note de son côté : « Toujours aussi intéressants et enrichissants Secrets d'histoire. Ce portrait en apporte une nouvelle preuve ».

#### Liste des principaux intervenants
- Jean-Christian Petitfils - historien
- Agnès Walch - historienne
- Joëlle Chevé - historienne
- Joël Cornette - historien
- Jean-François Solnon - historien
- Françoise Chandernagor - femme de lettres
- Béatrix Saule - Ancienne directrice du musée national du château de Versailles[27]

### Thérèse la petite sainte de Lisieux

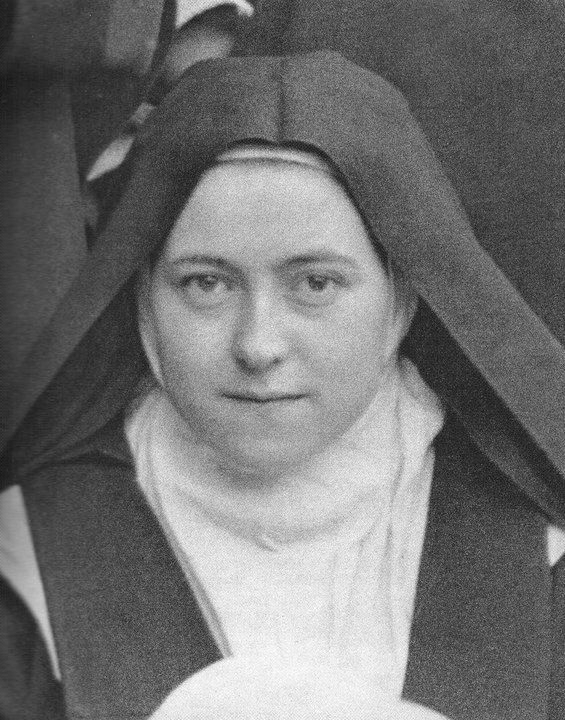
Sœur Thérèse de l'Enfant-Jésus et de la Sainte-Face en 1894.

#### Description
Ce numéro retrace le destin de Thérèse Martin, plus connue sous le nom de Sainte Thérèse de Lisieux, l'une des saintes les plus populaires de la religion catholique.

#### Première diffusion
- France : 4 mai 2020

#### Avis de la presse
L’hebdomadaire La Vie note : « Avec beaucoup d'intelligence, le programme déroule chronologiquement la vie de la carmélite : le décès de sa mère, son voyage à Rome, son désir d'entrer au carmel à 14 ans, son intégration… jusqu'à sa mort en 1897. Au-delà, on découvre aussi un Stéphane Bern touchant, parlant non pas de la sainte mais de notre sainte ».
De son côté, le magazine Télé-Loisirs note : « Le destin hors norme de Thérèse de Lisieux, à la vie aussi intense que courte, est raconté avec beaucoup de détails et d'éléments personnels par les différents intervenants (essayiste, religieux ou historien). La vie de la famille Martin, avec ses cinq filles, ainsi que la force de la foi de la jeune carmélite sont mises en exergue ».

#### Lieux de tournage
Parmi les lieux visités par l'émission, on retrouve notamment sa maison d’enfance, Les Buissonnets, la basilique érigée après sa mort, ainsi que l’intérieur du Carmel de Lisieux, toujours en activité aujourd’hui.

#### Liste des principaux intervenants
- Sœur Marie, prieure du carmel de Lisieux
- Hélène Mongin - biographe
- Christiane Rancé - essayiste
- Henri Quantin - écrivain
- Antoinette Guise-Castelnuovo - historienne
- Didier-Marie Golay - frère carme et biographe
- Laurence Panontin - responsable du service accueil, sanctuaire de Lisieux
- Père Thierry Hénault-Morel - recteur du sanctuaire d’Alençon
- Guy Fournier - diacre, sanctuaire d’Alençon
- Damien Thomas - secrétaire général, sanctuaire d’Alençon
- Claire Houis - directrice de la Maison des Buissonnets à Lisieux
- Dominique-Marie Dauzet - chanoine Prémontré
- Emmanuel Houis - secrétaire général, sanctuaire de Lisieux
- Natasha St-Pier - chanteuse[31]

### Vauban, le roi et les forteresses

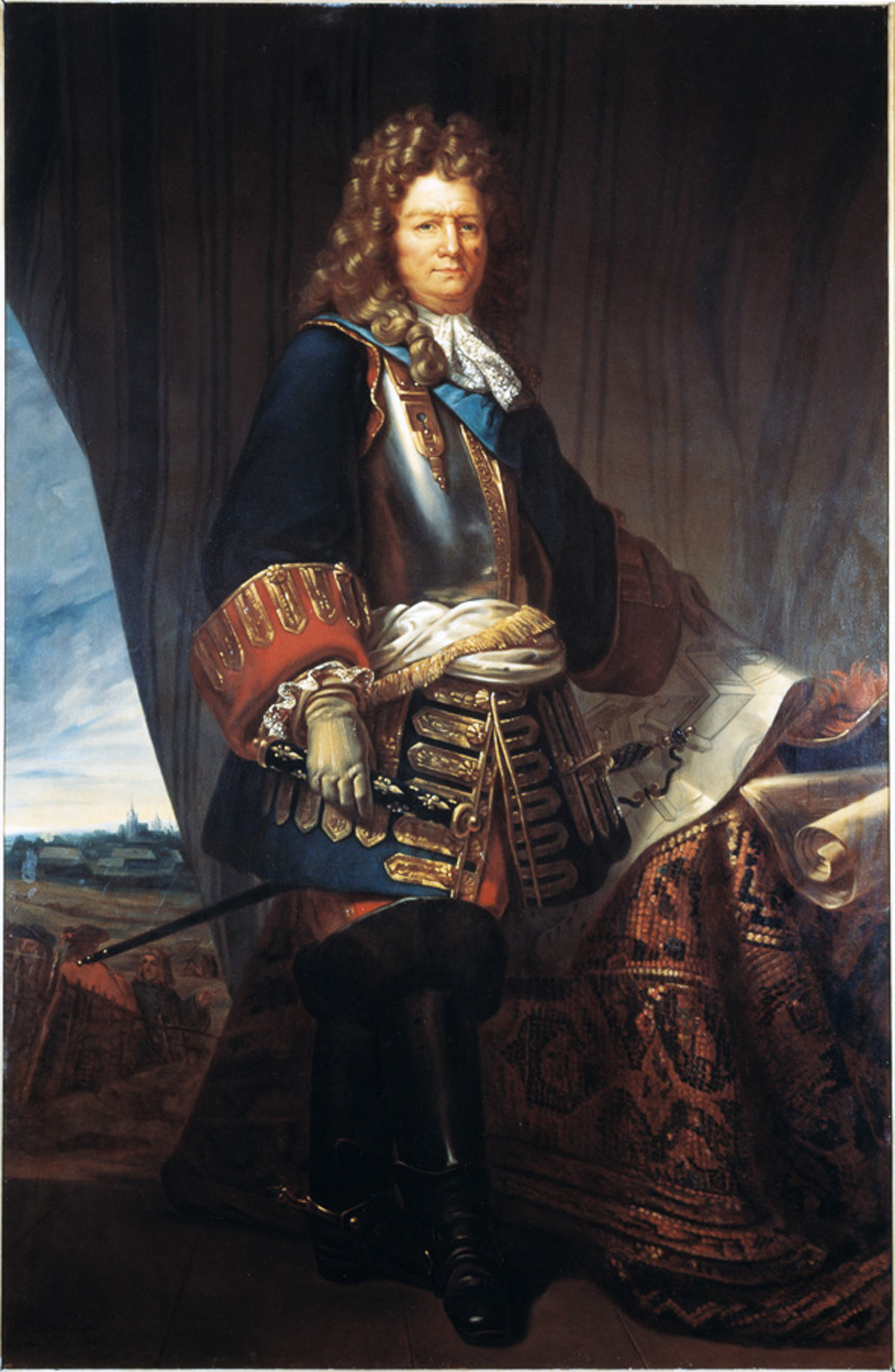
Portrait de Vauban. Tableau attribué à une école de peinture du XVIIIe siècle.

#### Description
Ce numéro retrace le destin de Sébastien Le Prestre, marquis de Vauban, qui est resté célèbre pour avoir érigé un système de fortification qui protégea la France des invasions durant une centaine d'années.

À l'occasion de ce numéro, Stéphane Bern déclare : 

« Vauban fait partie de notre imaginaire collectif. […] Partout en France, il y a des citadelles, il y a une sorte de ceinture de protection de la France. Je trouve que ce personnage est incroyable parce que c’était à la fois un ingénieur, un chef militaire, un maréchal de France par la volonté de Louis XIV. Il savait tout faire. […] Et puis il a osé des dires des choses à Louis XIV à l’époque que personne n’osait lui dire. »

#### Diffusions
- France : 14 septembre 2020
- France : 21 mars 2022 (rediffusion)

#### Avis de la presse
L’hebdomadaire Télécâble Sat Hebdo note « Un numéro encore bien construit qui allie visites de châteaux, reconstitutions de scènes d'époque et expertise de descendants de Vauban ».
Le magazine Télé Z note de son côté : « Un numéro passionnant sur Vauban grâce aux nombreuses vues de son système de fortification et des lieux qu’il a chéris, le Morvan en tête ».

#### Lieux de tournage
Parmi les lieux visités par l'émission, on retrouve notamment le Château de Bazoches et le Château du Taureau.

#### Liste des principaux intervenants
- Joël Cornette - historien
- Jean-Christian Petitfils - historien
- Michèle Virol - historienne
- Dominique Le Brun - biographe
- Isaure Boitel - historienne
- Alain Monferrand - président de l’Association Vauban
- Amaury de Sigalas - descendant de Vauban
- Arnaud d’Aunay - descendant de Vauban[38]

### Guillaume le Conquérant: à nous deux l'Angleterre!

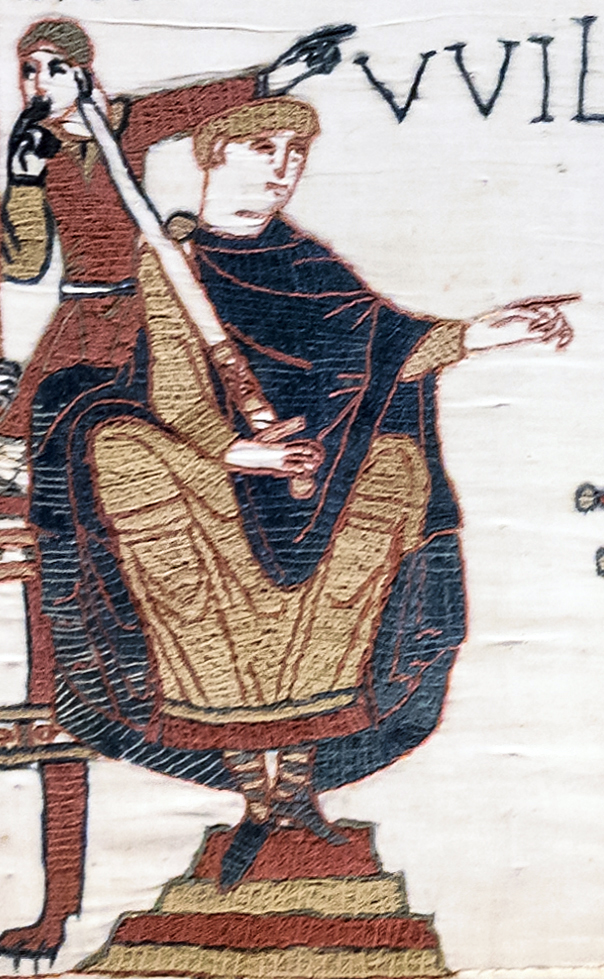
Représentation de Guillaume le Conquérant sur la Tapisserie de Bayeux.

#### Description
Ce numéro retrace le destin de Guillaume le Conquérant, surnommé « le bâtard de Normandie », qui profita d'une crise de succession pour s’emparer de la couronne d’Angleterre après sa victoire à la bataille d'Hastings en 1066.

#### Première diffusion
- France : 21 septembre 2020

#### Avis de la presse
L’hebdomadaire Télécâble Sat Hebdo note « Un numéro encore bien ficelé qui compile des reconstitutions, des commentaires de Stéphane Bern et des décryptages de batailles par des spécialistes. Un portrait complet d'un chef de guerre ! ».

#### Lieux de tournage
Parmi les lieux visités par l'émission, on retrouve notamment l'Abbaye aux Hommes, l'Abbaye aux Dames, les châteaux de Caen et de Falaise, ou encore le bateau Dreknor amarré à Carentan.

#### Liste des principaux intervenants
- Pierre Bouet - historien médiéviste
- Fabien Paquet - historien médiéviste
- Philippe Séguy - écrivain
- Stéphane William Gondoin - écrivain
- Guy Gauthier - historien[44]

### La Duchesse de Berry, une rebelle chez les Bourbons!

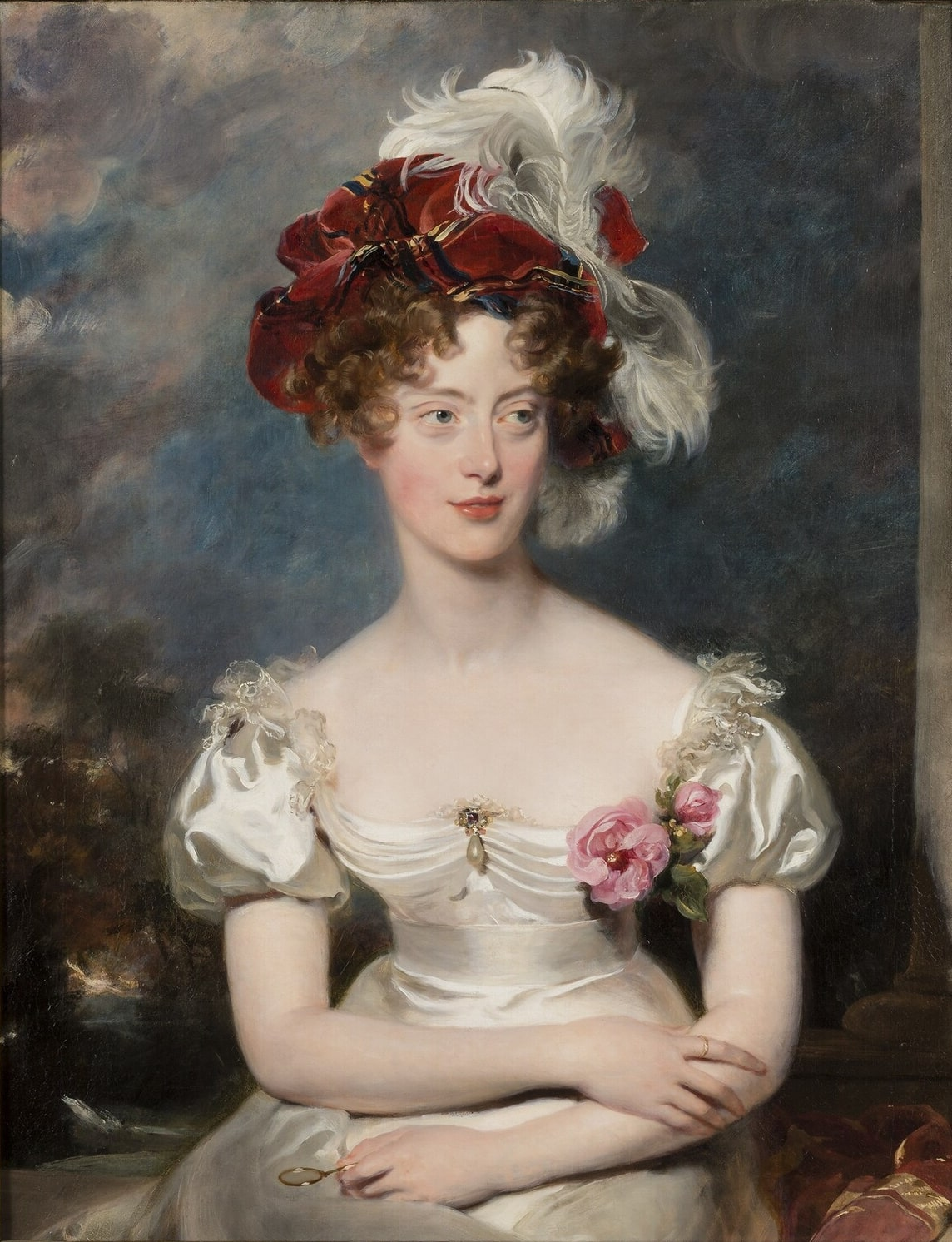
La Duchesse de Berry en 1825
Thomas Lawrence
château de Versailles

#### Description
Ce numéro retrace le destin de Marie-Caroline de Bourbon-Siciles,
plus connue sous son titre de duchesse de Berry, qui épousa Charles Ferdinand d'Artois, le second fils du roi Charles X, et qui tenta en vain de prendre le pouvoir en France en 1832. Le reportage dresse le portrait de la duchesse, amatrice d'art, mécène et elle-même peintre à l'occasion.

Lors du tournage de l’émission, Stéphane Bern déclare : 

« C’est une période assez méconnue de notre Histoire, le XIXe siècle. […] Ce qui me paraît tout à fait intéressant avec ce personnage, c’est que c’est une figure romanesque et romantique. C’est une princesse Napolitaine. Elle avait le sang chaud et arrivait du sud dans une cour royale qui était assez morne. »

#### Première diffusion
- France : 28 septembre 2020

#### Avis de la presse
L’hebdomadaire Télécâble Sat Hebdo note « Un personnage intéressant abordé avec toujours beaucoup de finesse par Stéphane Bern. Les scènes reconstituées par des acteurs permettent une véritable plongée dans l'Histoire ».

#### Lieux de tournage
Parmi les lieux visités par l'émission, on retrouve notamment : 
- la Citadelle de Blaye où elle fut emprisonnée[49]
- la station thermale de Bath
- le Musée du Louvre
- l'Hôpital Caroline à Marseille
- le Château de Rosny-sur-Seine, que la duchesse fait restaurer par son architecte Joseph-Antoine Froelicher.
- le Château de Plassac en Charente-Maritime, à partir duquel elle espère soulever la Vendée pour renverser le roi Charles X[50]
- le château de Brunnsee en Autriche[51].

En tournage pour l’émission au Château de Plassac, Stéphane Bern explique : 

« Elle est passée ici, au Château de Plassac, lorsqu'elle voulait soulever la Vendée pour défendre les droits et l’héritage de son fils Henri. […] On essaye toujours de situer les Secrets d'histoire dans des lieux qui sont plutôt méconnus du grand public. Je trouvais intéressant qu’on se déplace un peu partout en France et qu’on aille notamment à la citadelle de Blaye, ici à Plassac et enfin au musée des arts décoratifs de Bordeaux où il y a beaucoup de souvenirs de la duchesse de Berry. »

#### Liste des principaux intervenants
- Philippe Séguy - écrivain
- Laure Hillerin - écrivaine
- Évelyne Lever - historienne
- Matthieu Mensch - historien
- Claude Guibal - commissaire d’expositions
- Hélène Becquet - historienne
- Ferrante Lucchesi-Palli - descendant de la duchesse de Berry
- Eric Necker conservateur
- Audrey Gay-Mazuel - conservatrice
- Pierre Ickowicz - conservateur[51]

### Beethoven, tout pour la musique

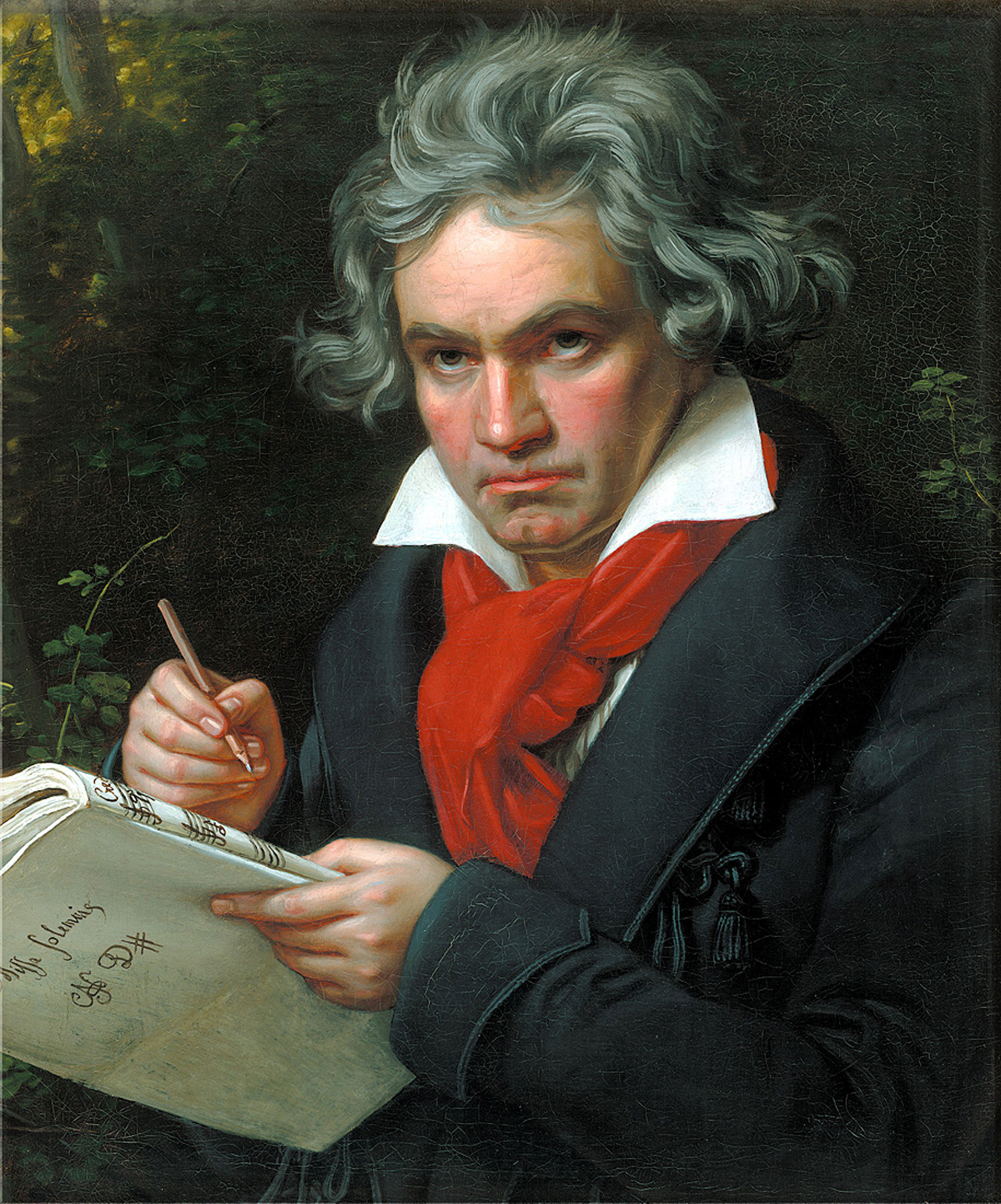
Ludwig van Beethoven
travaillant à la
Missa solemnis
(portrait de Joseph Karl Stieler de 1820).

#### Description
À l'occasion des 250 ans de sa naissance, ce numéro retrace le destin de Ludwig van Beethoven, célèbre compositeur et pianiste allemand à la vie romanesque.
Le reportage retrace la vie de ce compositeur au caractère bien trempé : son enfance, l'éducation stricte de son père qui en veut faire un grand musicien, son arrivée à Vienne à l'âge de 16 ans, l'enseignement que lui a prodigué son homologue Joseph Haydn, son goût pour la politique ainsi que les désillusions de sa vie sentimentale. Dans le reportage, le musicologue André Peyrègne explique ainsi que la pièce musicale La Lettre à Élise était en fait dédiée à une de ses élèves, Therese Malfatti : « Lorsque le manuscrit a été retrouvé, cinquante ans après qu’il a été composé, il était en mauvais état et l’éditeur a lu Élise au lieu de Thérèse. »
Le reportage évoque également les lettres du compositeur, et notamment celle qu'il adressait à son « immortelle bien aimée » et dont l'identité reste encore une énigme.
L’émission revient enfin le problème de surdité de Beethoven ainsi que sur les techniques qu’il a utilisées pour continuer à créer ses partitions.

#### Première diffusion
- France : 14 décembre 2020

#### Avis de la presse
L'hebdomadaire La Vie note : « Secrets d'histoire célèbre le génie humaniste du compositeur, soulignant sa liberté, ses maladresses et son idéalisme, loin de la misanthropie qu'on lui attribue. Jalonné d'extraits musicaux, cet hommage sert l'intemporalité d'une œuvre qui continue de transmettre sa ferveur et sa foi en l'humain ».
De son côté, le magazine Télé-Loisirs note : « Si l'émission déroule avec plaisir, anecdotes croustillantes et témoignages inédits, le fil de la vie trépidante du compositeur allemand d'origine flamande […], elle nous offre aussi quelques révélations ».

#### Lieux de tournage
Parmi lieux visités par l'émission, on retrouve notamment:
- sa maison natale à Bonn
- la Bibliothèque nationale autrichienne, le Palais Kinsky et le Palais Lobkowitz à Vienne
- le Palais d'Esterházy
- le château d'Augustusburg[56],[52].

#### Liste des principaux intervenants
- Élisabeth Brisson - historienne
- Bernard Fauconnier - écrivain
- Patrick Favre-Tissot-Bonvoisin - historien de la musique
- Franck Ferrand - auteur, conférencier
- Ève Ruggieri - écrivaine
- Jean-Michel Jarre - compositeur
- Anne-Sophie Banakas - historienne de l’art
- Sophie Gaillot-Miczka - musicologue
- André Peyrègne - musicologue et conférencier[54]
- Christopher Brennan - historien[58]

## Diffusion
L'émission est diffusée le lundi en prime-time sur France 3, à partir du 13 janvier 2020. Chaque numéro dure entre 1 heure 30 et 2 heures.
Outre les épisodes inédits, des anciens numéros sont également rediffusés en 2020 comme celui consacré à Blanche de Castille, au cardinal de Richelieu ou celui sur Charles de Gaulle.

## Audiences
En termes d'audiences, le numéro du 10 février consacré au prince Philip Mountbatten permet à l'émission de dépasser la barre des 3 millions de téléspectateurs, soit le record de l'émission depuis juin 2017.
| Type        | Date de diffusion | Titre                                                 | Description                                   | Nombre de téléspectateurs | Part d'audience |
| ----------- | ----------------- | ----------------------------------------------------- | --------------------------------------------- | ------------------------- | --------------- |
| Inédit      | 13 janvier 2020   | Les favoris de Marie-Antoinette                       | Portrait de Marie-Antoinette                  | 1 962 000                 | 9 %             |
| Inédit      | 20 janvier 2020   | Splendeur et déchéance de Lady Hamilton               | Portrait de Lady Hamilton                     | 1 851 000                 | 8,5 %           |
| Inédit      | 27 janvier 2020   | Agrippine : tu seras un monstre, mon fils...          | Portrait d'Agrippine la Jeune                 | 2 101 000                 | 9,4 %           |
| Rediffusion | 3 février 2020    | Blanche de Castille, la reine mère a du caractère...  | Portrait de Blanche de Castille               | 2 430 000                 | 10 %            |
| Inédit      | 10 février 2020   | Le Prince Philip au service de Sa Majesté             | Portrait de Philip Mountbatten                | 3 002 000                 | 13,9 %          |
| Inédit      | 17 février 2020   | Le Prince impérial ou la fureur de vivre              | Portrait de Louis-Napoléon Bonaparte          | 1 856 000                 | 8,6 %           |
| Inédit      | 9 mars 2020       | Mme de Montespan : le grand amour du Roi-Soleil       | Portrait de Madame de Montespan               | 1 730 000                 | 7,6 %           |
| Rediffusion | 16 mars 2020      | Blanche de Castille, la reine mère a du caractère...  | Portrait de Blanche de Castille               | 1 730 000                 | 7,6 %           |
| Rediffusion | 23 mars 2020      | Néfertiti, mystérieuse reine d'Égypte                 | Portrait de Néfertiti                         | 1 890 000                 | 7,5 %           |
| Rediffusion | 30 mars 2020      | Lucrèce Borgia, une femme au Vatican                  | Portrait de Lucrèce Borgia                    | 2 080 000                 | 8,3 %           |
| Inédit      | 4 mai 2020        | Thérèse la petite sainte de Lisieux                   | Portrait de Thérèse de Lisieux                | 2 452 000                 | 10 %            |
| Rediffusion | 11 mai 2020       | Madame Royale, l'orpheline de la Révolution           | Portrait de Marie-Thérèse de France           | 2 087 000                 | 8,7 %           |
| Rediffusion | 18 mai 2020       | Cardinal de Richelieu : le ciel peut attendre...      | Portrait de Richelieu                         | 2 526 000                 | 10,5 %          |
| Rediffusion | 25 mai 2020       | François Ier : le roi des rois                        | Portrait de François Ier                      | 2 322 000                 | 9,6%            |
| Rediffusion | 15 juin 2020      | De Gaulle, le dernier des géants                      | Portrait de Charles de Gaulle                 | 2 656 000                 | 11,1%           |
| Inédit      | 14 septembre 2020 | Vauban, le roi et les forteresses                     | Portrait de Sébastien Le Prestre de Vauban    | 2 390 000                 | 10,9%           |
| Inédit      | 21 septembre 2020 | Guillaume le Conquérant : à nous deux l'Angleterre !  | Portrait de Guillaume le Conquérant           | 2 340 000                 | 10,8%           |
| Inédit      | 28 septembre 2020 | La Duchesse de Berry, une rebelle chez les Bourbons ! | Portrait de Marie-Caroline de Bourbon-Siciles | 1 980 000                 | 8,8%            |
| Rediffusion | 5 octobre 2020    | Louis XIV, l'homme et le roi                          | Portrait de Louis XIV                         | 1 802 000                 | 8%              |
| Rediffusion | 12 octobre 2020   | La reine Victoria ou l'empire des sens                | Portrait de la reine Victoria                 | 2 076 000                 | 9,1%            |
| Rediffusion | 19 octobre 2020   | Sacré Charlemagne !                                   | Portrait de Charlemagne                       | 1 990 000                 | 8,5%            |
| Rediffusion | 26 octobre 2020   | Léonard de Vinci, le génie sans frontières !          | Portrait de Léonard de Vinci                  | 1 619 000                 | 7,3%            |
| Rediffusion | 23 novembre 2020  | Mozart : la liberté ou la mort !                      | Portrait de Mozart.                           | 1 948 000                 | 8,3%            |
| Inédit      | 14 décembre 2020  | Beethoven, tout pour la musique                       | Portrait de Ludwig van Beethoven              | 1 850 000                 | 8,8             |